# Flimbo's Quest
Flimbo's Quest is een 2D-platformspel ontwikkeld door System 3 voor de Commodore 64, Amiga, Atari ST en Amstrad CPC. Het spel zelf is ontwikkeld door de Nederlander Laurens van der Donk die betrokken was bij de demoscene.

## "Fumbo's" Quest
Op de installatiediskette staat Flimbo's Quest geschreven in het lettertype Cartoony in bruin op blauwe kleuren. Het werd daardoor vaak verkeerd gelezen als Fumbo's Quest, met de L en de I samengesmolten tot een U. Sommige softwarehandelaars verkochten het spel zelfs onder deze naam.

## Platforms
| Jaar | Platform                     |
| ---- | ---------------------------- |
| 1990 | Amiga, Amstrad CPC, Atari ST |
| 1991 | Commodore 64                 |

Een ZX Spectrum-versie werd ook ontwikkeld, maar is nooit uitgebracht.

## Ontvangst
| Beoordeeld door                       | Platform     | Datum          | Score |
| ------------------------------------- | ------------ | -------------- | ----- |
| CU Amiga                              | Amiga        | juli 1990      | 92%   |
| ACE (Advanced Computer Entertainment) | Amiga        | juli 1990      | 89%   |
| ACE (Advanced Computer Entertainment) | Commodore 64 | juli 1990      | 85%   |
| Zzap!                                 | Commodore 64 | oktober 1990   | 80%   |
| Zzap!                                 | Amiga        | oktober 1990   | 77%   |
| Amiga Joker                           | Amiga        | december 1990  | 63%   |
| 64'er                                 | Commodore 64 | september 1990 | 60%   |
| Power Play                            | Commodore 64 | oktober 1990   | 59%   |
| Power Play                            | Amiga        | oktober 1990   | 52%   |
| Power Play                            | Atari ST     | januari 1991   | 50%   |